# G2A.com
G2A.com est un marché numérique spécialisé dans les produits vidéoludiques. Son siège social est situé à Hong Kong, mais la société dispose de bureaux dans d'autres pays à travers le monde, notamment en Pologne, aux Pays-Bas et en Chine,. Le site affirme pouvoir compter plus de 12 millions de clients, 260 000 vendeurs, 50 000 produits différents et 700 employés à travers le monde. Les principaux produits trouvés sur G2A sont des clés CD de jeux pour des plateformes telles que Steam, Origin ou Xbox. D’autres produits peuvent être trouvés sur la marketplace, notamment des logiciels et codes d’activation de cartes prépayées.
G2A n'achète et ne vend pas de produits numériques, ne fournissant que la plateforme faisant l’intermédiaire entre le vendeur et l’acheteur. Pour les clients réguliers, G2A propose une souscription mensuelle appelée le G2A Shield. En plus de la marketplace, G2A dispose d’autres produits et services, notamment G2A Direct, un programme de partenariats avec les développeurs de jeux, et G2A Pay, une passerelle de paiement en ligne. G2A est également investi dans l’eSports et sponsorise plusieurs équipes de jeu professionnelles comme Cloud9, Natus Vincere et Virtus Pro.

## Histoire
La société (initialement sous le nom Go2Arena) a été créée en 2010 par Bartosz Skwarczek et Dawid Rożek à Rzeszów en Pologne, initialement en tant que revendeur de jeux en ligne. La clientèle de G2A était alors principalement des jeunes joueurs ne disposant pas de salaire fixe, son objectif était donc de rendre les jeux disponibles au plus bas prix possible. Skwarczek a déclaré avoir pris contact avec plusieurs développeurs de jeux reconnus à différents événements comme la Gamescom, l’E3 et le G-Star pour établir une collaboration et devenir leur revendeur de jeu officiel. En raison d'un manque d’intérêt des développeurs et des tendances variables du marché, le modèle économique de la société a évolué au fil du temps de revendeur à marketplace.

## Activités marketing
Durant les années 2014 et 2015, G2A a établi des partenariats avec de nombreuses équipes d'eSports, notamment Cloud9, Natus Vincere et Virtus Pro  et a investi plus de 10 millions de dollars dans l’industrie à ce jour.
En août 2016, G2A s’est associé au Sporting Clube de Portugal, qui avait précédemment recruté le joueur FIFA portugais, Francisco Cruz.
G2A a déclaré travailler avec de nombreux YouTubers et streamers comme PewDiePie, Towelliee, Maximus Black et Castro 1021.

## Actions caritatives
Le 1er décembre 2015, des streamers de Twitch.tv, certains YouTubers et différents sites web et gamers ont participé à un programme intitulé #GamingTuesday afin de récolter des fonds pour l’association caritative Save the Children.
G2A a ainsi commencé une association avec Bachir « Athene » Boumaaza, le créateur de Gaming for Good, et a créé le « Humanitarian Emergency All-Out Response Team » (HEART). Ces deux projets ont été créés pour venir en aide aux enfants vivant dans des milieux ayant subi des catastrophes naturelles. G2A a déclaré travailler avec Gaming For Good depuis 2013 et avoir collaboré avec Boumaaza sur des projets comme « Gamers got Hearts ».
Entre 2014 et 2015, G2A aurait réuni 500 000 dollars pour Save the Children, chiffre qui aurait atteint cinq millions de dollars par la suite.
En janvier 2016, G2A a participé à l’événement caritatif polonais appelé The Great Orchestra of Christmas Foundation, en achetant une statue de 2,5 mètres de Geralt de Riv du jeu The Witcher.

## Controverses

### Affaire Riot Games
Riot Games, le développeur de League of Legends, aurait interdit à G2A de sponsoriser des équipes lors du League of Legends World Championship de 2015. Riot croyait que les clés vendues sur G2A étaient obtenues illégalement et aurait affirmé que G2A vendait des comptes levelés, ce qui est contre les termes et conditions de Riot.
G2A affirme avoir essayé de trouver une solution « gagnant-gagnant » pour résoudre les problèmes avec Riot Games et a banni les utilisateurs revendant des comptes Elo-boostés de League of Legends, ce qui était la principale cause du litige. G2A a déclaré que Riot a refusé de coopérer malgré ses tentatives pour résoudre le différend, continuant ses exigences en interdisant la vente de guides de jeu sur la Marketpalce G2A.
Le joueur d'INTZ, Tockers Gabriel ‘Tockers’ Claumann aurait subi une amende de 1 150 EUR lors du Capeonato Brasileiro de League of Legends (CBLoL) 2016 une année plus tard, pour avoir porté un T-shirt portant le logo de G2A sur son épaule. Au milieu du match, il lui a été demandé de masquer le logo, lui annonçant par la suite qu’il subirait une amende. G2A a payé l'amende, en déclarant qu’« aucune organisation eSports ne devrait être punie si sévèrement pour porter un T-shirt à la marque G2A ».

### Accusations de tinyBuild
En juin 2016, le PDG de tinyBuild Games, Alex Nichiporchik, a accusé G2A de permettre la vente de clés de ses jeux, acquises frauduleusement, coutant plus de 450 000 dollars à la société. G2A a répondu aux affirmations de tinyBuild en offrant son aide pour aider à identifier les clés qui auraient été achetées de cette manière, pour trouver les revendeurs ayant illégalement rétro-facturé ces clés, et les retirer de la Marketplace. G2A a également remis en cause le chiffre de 450 000 dollars annoncé par tinyBuild, en soulevant le fait que ses jeux avaient été vendus à un prix réduit à de nombreuses reprises ou avaient été donnés gratuitement sur certains sites. tinyBuild a ajouté que, lors de ses échanges avec G2A, la société s’est sentie contrainte d'accepter la plateforme de paiement de G2A, ce qui aurait permis à G2A de récolter un revenu sur les ventes en échange de l’exclusion des transactions frauduleuses sur sa plateforme.
La déclaration officielle de G2A serait que la société "donne son soutien complet aux développeurs grâce à des canaux de communication réactifs, l'utilisation d'outils avancés (tel que l'échange de listes noires, l'identification des ventes et des marchands suspects, les procédures "KYC" (Know Your Customers) et offre une solution de protection primée avec le G2A Shield." 
À la suite de ce débat, G2A a annoncé le renforcement de ses étapes de vérification initiale pour assurer la sécurité de la Marketplace, notamment avec une vérification des comptes de réseaux sociaux et numéros de téléphone et une vérification obligatoire après 10 produits vendus ou plus depuis un compte, tout en introduisant son programme de partenariat pour développeurs et éditeurs intitulé G2A Direct.